# جرج والاس

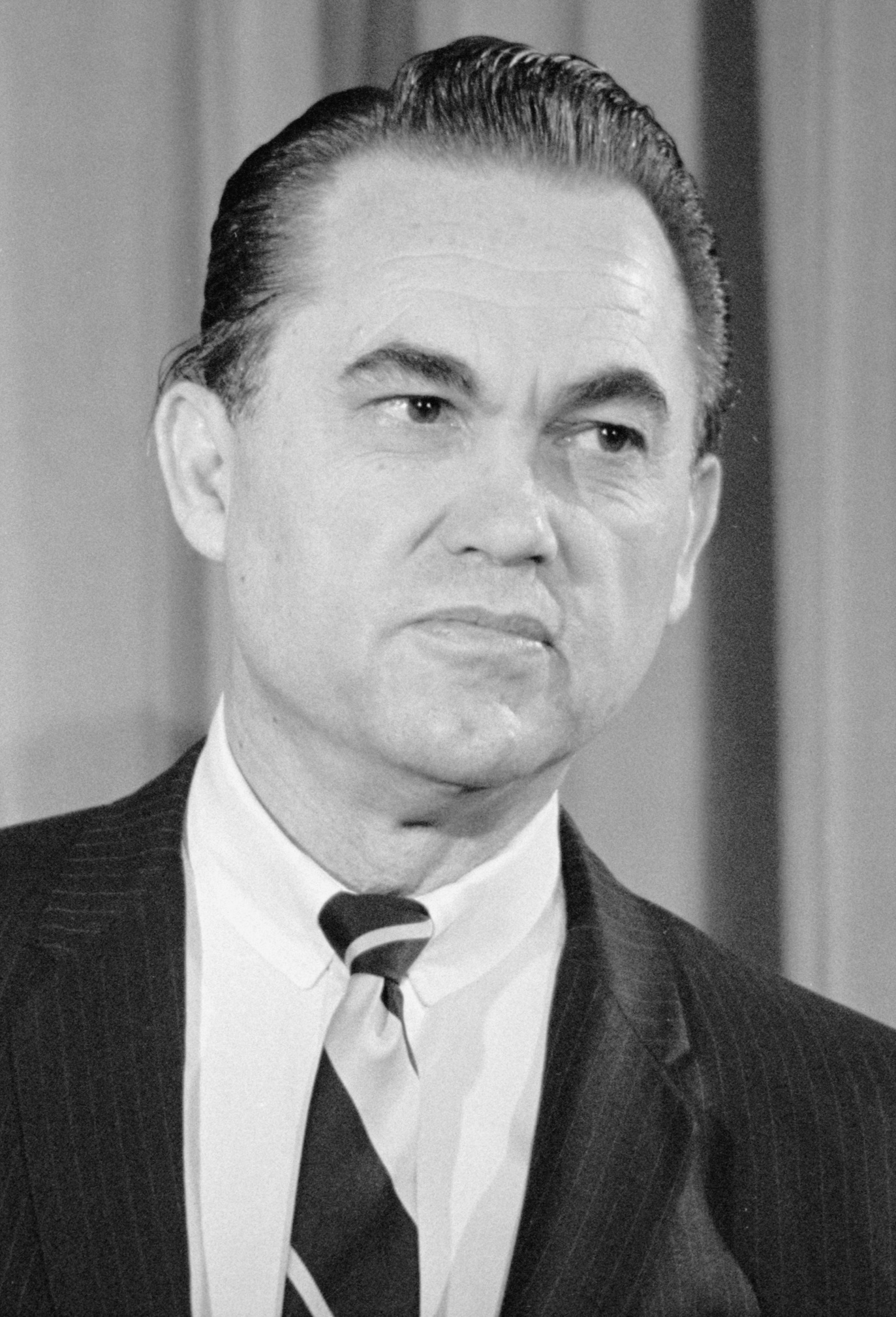
جرج والاس در ۸ فوریه ۱۹۶۸ برای دومین بار نامزد ریاست جمهوری می‌شود.

جرج کورلی والاس (به انگلیسی: George Wallace؛ ۲۵ اوت ۱۹۱۹ – ۱۳ سپتامبر ۱۹۹۸) سیاست‌مدار آمریکایی و چهل و پنجمین فرماندار آلاباما از حزب دموکرات که چهار دوره صاحب این منصب بود: ۱۹۶۷–۱۹۶۳، ۱۹۷۹–۱۹۷۱ و ۱۹۸۷–۱۹۸۳. والاس با ۵۸۴۸ روز فرمانداری، سومین فرد از لحاظ بیشترین زمان فرمانداری در تاریخ ایالات متحده است. از نظر دان تی. کارتر و استفان لشر، زندگی‌نامه‌نویسان برجسته، والاس «تأثیرگذارترین بازنده» در سیاست قرن بیستم ایالات متحده بود زیرا که چهار دوره در انتخابات ریاست جمهوری ایالات متحده شرکت کرد که سه بار رسماً به عنوان یک دموکرات و یک بار به نمایندگی از حزب مستقل آمریکایی (به انگلیسی: American Independent Party) نامزد شده بود.
در ۱۹۷۲ بر اثر سوء قصد به جانش معلول شد و تا آخر عمر مجبور به استفاده از ویلچر شد. او بیشتر به خاطر گرایش‌های عوام‌گرایانه جنوبی و طرفداری از تبعیض نژادی در دوره‌ای که ایالات متحده در حال مبارزه با تبعیض نژادی بود شهره شد که البته بعدها از تبعیض نژادی روی گرداند اما همچنان یک عوام‌گرا باقی ماند.

## سال‌های اولیه زندگی
جرج اولین فرزند از چهار بچه جرج کورلی والاس و موزل اسمیت بود که در شهر کلیو در ایالت آلاباما به دنیا آمد. او از ده سالگی شیفته سیاست شده بود. در ۱۹۳۵ در رقابتی برای پیشخدمتی در مجلس ایالتی آلاباما برنده شد و پیش‌بینی کرد که روزی فرماندار خواهد شد.